# Frank Shorter
Frank Charles Shorter (Munique, 31 de outubro de 1947) é um ex-atleta norte-americano, corredor de longa distância e campeão da maratona nos Jogos Olímpicos de Munique em 1972.

## Carreira
Shorter nasceu na Alemanha, filho de um militar que servia no país após a Segunda Guerra Mundial e mudou-se de volta para os Estados Unidos ainda na infância. Talentoso para as corridas desde adolescente, quando participava e vencia torneios intercolegiais,  conquistou diversos títulos nos 5.000 e 10.000 m em pista, entre o fim dos anos 1960 e o começo da década seguinte, sendo o campeão americano de cross-country quatro vezes consecutivas entre 1970 e 1973, classificando-se para disputar as Olimpíadas nos 10.000 m e na maratona tanto em 1972 quanto em 1976.
Shorter venceu estas duas provas nos Jogos Pan-americanos de 1971 em Cali, na Colômbia e conquistou um tetracampeonato na tradicional Maratona de Fukuoka no Japão, entre 1971 e 1974, o único a conseguir isto até os dias de hoje.

## Jogos Olímpicos
Seu grande momento, porém, numa longa e vitoriosa carreira de atleta, aconteceu nos Jogos Olímpicos de 1972, realizados na mesma cidade onde nasceu e de onde saiu criança. Cinco dias depois de conseguir um honroso quinto lugar na dura prova dos 10.000 m, ele conquistou a medalha de ouro na maratona, 64 anos após o último norte-americano ter vencido esta prova em Olimpíadas, o que o transformou no grande vitorioso da delegação de atletismo de seu país naqueles Jogos, frustrante para os americanos e vencido por larga margem pelos soviéticos, num dos momentos mais conturbados da Guerra Fria, com o sequestro e morte de atletas israelenses por comandos palestinos em plena vila olímpica, no que ficou conhecido como Massacre de Munique.  A vitória de Shorter o transformou numa grande celebridade nacional pelo fascínio que a lendária prova provocava e foi a responsável pela explosão do interesse do americano médio em participar de corridas de rua – o chamado running boom - que contagiaria o mundo inteiro a partir dos anos 1980.
Shorter terminou seu doutorado em advocacia em 1975 e no ano seguinte voltou aos Jogos de Montreal para defender seu título. Derrotado pelo desconhecido alemão-oriental Waldemar Cierpinski e tendo que se contentar com a medalha de prata, Frank nunca se conformou com o resultado, sendo um dos grandes porta-vozes de que os atletas alemães-orientais da época participavam dopados dos Jogos Olímpicos, principalmente no atletismo e na natação feminina.
Depois da Queda do Muro de Berlim, documentos foram descobertos e as autoridades alemães admitiram que, nos anos 1970 e 1980, o estado alemão-oriental tinha um programa de governo dedicado a administrar esteroides anabolizantes e drogas de auxílio à alta performance em seus atletas, como instrumento político de supremacia no campo esportivo durante a Guerra Fria. Por causa destes fatos, Shorter tem, desde os anos 1990, como advogado licenciado, travado uma batalha jurídica em cortes internacionais contra o COI, exigindo que a medalha de ouro de Cierpinski em Montreal, que ele considera fraudulenta, seja retirada do atleta alemão e lhe entregue por direito.
Depois de se retirar do atletismo competitivo em 1977 – com uma recaída em 1979, temporada na qual novamente brilhou, conseguindo grandes performances e boas colocações no ranking de corredores da revista Track&Fields – Shorter ocupou durante alguns anos o cargo de Presidente da Agência Antidoping dos Estados Unidos, montou uma rede de lojas de artigos esportivos e tem atuado como comentarista de atletismo para vários canais de televisão.

### São Silvestre
Frank Shorter também esteve competindo no Brasil em seu auge como atleta, vencendo a tradicional Corrida de São Silvestre, disputada na cidade de São Paulo, em 1970, um dos dois únicos norte-americanos a conseguir isto (o outro foi Herb Lindsay, em 1979).